# Chemin critique
 (juillet 2013).
Si vous disposez d'ouvrages ou d'articles de référence ou si vous connaissez des sites web de qualité traitant du thème abordé ici, merci de compléter l'article en donnant les références utiles à sa vérifiabilité et en les liant à la section « Notes et références ».

Le diagramme de PERT pour un projet à cinq jalons (de 10 à 50) et six activité (de A à F). Le projet est formé de deux chemins critiques : les activités B et C, ou bien A, D, et F – donnant chacun une durée totale de 7 mois.

Dans un problème d'ordonnancement en informatique théorique, ou en gestion de projet, un chemin critique désigne la (ou les) liste(s) ordonnée(s) des opérations nécessaires pour obtenir le résultat voulu, dont la durée totale donne la durée du projet. 

## À partir de l'exemple donné
C'est donc aussi, parmi les différents chemins constitués par les tâches (ordonnées selon la nécessité du projet), le (les) plus long(s) chemin(s) obtenu(s) ; il y a deux chemins critiques lorsque les deux listes de tâches correspondantes qui sont prévues demandent la même durée. 
C'est le cas dans l'exemple donné ci-contre, avec les deux chemins A→D→F (3+1+3 = 7 mois) et B→C, 7 mois également. 
L'activité E, qui n'est dans aucun des deux chemins critiques, est la seule tâche à ne pas être critique (et elle a donc une "marge totale" (float) non nulle, ici 1 mois = 7 - 6 mois (six mois étant la durée totale A-E). Inversement toute tâche faisant partie d'un chemin critique est nécessairement critique, avec une "marge totale" de zéro : tout retard sur une de ces tâches se traduira par un retard pour le projet ("toutes choses étant égales par ailleurs", bien sûr, c'est-à-dire si les autres tâches ont la durée prévue, et non une durée inférieure).

## Origine
Ce concept a été développé dans les années 1950, et est apparu conjointement au sein de la Société DuPont, la société Booz Allen Hamilton collaborant avec la Marine américaine à l'élaboration de la méthodologie  PERT .

## Utilisation en gestion de projets
Aujourd'hui, il est couramment utilisé dans toutes les formes de projets, y compris :
- Construction
- Développement logiciel
- Projets de recherche
- Développement de produits
- Ingénierie et la maintenance des installations,

même si cette méthode du chemin critique ne prend pas en compte, immédiatement, les ressources nécessaires et les contraintes qui pèsent sur ces ressources, ce qui pose généralement problème, puisque les ressources sont ce qu'il y a de plus limité en général (voir la méthode de la Chaîne critique, pour dépasser ces insuffisances).